# ميشيل بيكار
ميشيل بيكار هو سياسي كندي، ولد في 15 فبراير 1960 في كندا. حزبياً، نشط في الحزب الليبرالي الكندي. وقد انتخب عضو مجلس العموم الكندي عن دائرة Montarville ‏ وقد انضم خلال فترته النيابية ‏  للكتلة البرلمانية الحزب الليبرالي الكندي.